# مسجد خان بزرگ
مسجد خان بزرگ ("بویوک خان جامع" در تداول محلی) مسجدی واقع در باغچه‌سرای، اوکراین است. ساخت و ساز این مسجد ۱۵۳۲ به پایان رسید.